# Maria de Jesus de Ágreda
Maria de Jesus de Ágreda, nascida Maria Coronel y Arana (Ágreda, 2 de abril de 1602 – Ágreda, 24 de maio de 1665), foi uma religiosa abadessa de Ágreda, cidade situada na província espanhola de Sória, tendo nascido e falecido nessa mesma localidade. Além de monja da Ordem da Imaculada Conceição, foi também uma importante escritora mística, e uma relevante figura na catequização dos indígenas na América Espanhola.

## Biografia
Maria Coronel y Arana nome de batismo da Venerável Madre Maria de Jesus de Ágreda, nasceu no dia 2 de abril de 1602, na cidade de Ágreda em Sória. Sendo fruto do casamento de Francisco Coronel e Catalina de Arana, uma família de fidalgos, que tiveram onze filhos, no qual quatro deles sobreviveram: José, Francisco, Gerónima e María, que se tornará a futura Venerável Maria de Jesus de Ágreda. Desde muito pequena apresentou uma afeição pela religião e aos doze anos de idade se interessou em ingressar na vida religiosa. Diante das tentativas de entrar para o convento de Santa Ana de Carmelitas Descalças de Tarazona, sua família decidiu transformar sua casa em um convento. Segundo relatos, sua mãe Catalina de Arana, após receber um pedido divino, funda em sua casa o Convento de La Purísima Concepción, no qual toda sua família ingressa na religião. Em 1620, aos 18 anos, acompanhada de sua mãe e sua irmã, a monja toma seu hábito e se torna irmã Maria de Jesus, iniciando sua vida religiosa no convento de Ágreda, ao mesmo tempo que seu pai e seus irmãos passam a fazer parte de La Orden Primeira Franciscana do convento de San Antonio de Nalda.
No início de sua vida religiosa, ainda em 1620, a monja presenciou momentos de êxtase, acompanhados de visões celestiais, que promoveram a fama de santa milagrosa, uma vez que a população se reunia para assistir os momentos sobrenaturais. Em 1625, com apenas vinte três anos, a abadessa levitou diante dos olhos de sua mãe e irmã, protagonizando uma experiência mística. Sua vida diária era marcada por severos regimes, como perpétuo jejum, jejuava três dias na semana, reduzido o seu sustento muitas vezes a pão e água, que segundo relatos, a teriam provocado enfermidades, assim como penitências, como carregar uma cruz pesada durante um certo tempo e vigílias. Aos vinte cinco anos de idade, a irmã Maria de Jesus, por correspondência assinada e enviada pelo papa, foi nomeada abadessa de Ágreda.
Ao longo de sua vida a abadessa se destacou pela forte espiritualidade, marcada por penitências, fenômenos de bilocação e momentos de êxtases, segundo relatos  participou da evangelização de indígenas da América, e se tornou uma importante escritora, que se pautava na religiosidade, e na espiritualidade barroca do século XVI e XVII. Sua obra a Mística Cidade de Deus, é uma biografia da Virgem Maria, que contempla a história da Virgem Santíssima.
A vida da abadessa contempla aspectos interessantes, como a capacidade de bilocação (ato de estar em dois lugares diferentes ao mesmo tempo), que segundo relatos, a partir desse fenômeno, a monja evangelizou os indígenas na América espanhola, conforme relatos, os indígenas afirmavam que tinha recebido a visita da “Dama Azul”, que os tinha instruído para o batismo e para vida religiosa. Sua suposta bilocação foi investigada pela Inquisição. Outro aspecto notável, é a correspondência com Felipe IV, por vinte e dois anos, assim como o seu suposto papel como conselheira do monarca em assuntos políticos.
A Venerável Maria de Jesus faleceu no dia 24 de maio de 1665, aos 63 anos, acometida por enfermidades, como fortes dores de cabeça e dificuldades respiratórias. Em 1673, iniciou-se o seu processo de beatificação, tendo chegado a ser declarada Venerável pelo Papa Clemente X. Após quatrocentos anos de sua morte, o seu corpo permanece incorrupto e encontra-se exposto na Igreja do convento de Ágreda.

### Correspondência com Felipe IV
Entre os anos de 1643 a 1665, a monja manteve uma contínua troca de correspondência como Rei Felipe IV da Espanha, que em 1643 a caminho da Catalunha, visitou a abadessa no convento de Ágreda, iniciando uma relação epistolar que duraria o resto de suas vidas, tornando-se segundo relatos, uma conselheira do rei nos assuntos políticos. Assim, como manteve correspondência com outros membros da família real, como Isabel de Borbón, Baltasar Carlos, Mariana de Áustria, Don Juan José, bem como, membros da elite e da nobreza. Manteve também correspondência com Francisco de Borja, futuro Papa Clemente IX.
A fecunda relação epistolar com Felipe IV, concedeu mais de seiscentas cartas, que constituem uma fonte histórica para o conhecimento da política espanhola do século XVII. As cartas contemplam conteúdos importantes como, a exposição dos pensamentos do monarca sobre a política interna e externa do reino, expõe uma reflexão das virtudes de um príncipe, e a concepção de governo de Estado, assim, como  as relações com seus ministros, conselheiros e mesmo com seus súditos. O monarca relata o comportamento do reino frente às potências europeias no tempo de paz e de guerra, bem como sua confiança na vontade divina, que sustentava a monarquia hispânica, conforme o providencialismo. As cartas são interrompidas com a morte da Venerável Maria de Jesus em 24 de maio de 1665.
Catequese dos índios na América Espanhola (bilocação)
Maria de Jesus de Ágreda, durante 1620 a 1631, declarou que pôde protagonizar um fenômeno milagroso: a bilocação (ato de estar em dois lugares diferentes ao mesmo tempo). Os relatos contam que, sem sair do convento em momento nenhum, a abadessa pôde estar presente na América, em territórios do atual Texas que na época pertencia ao Novo México.

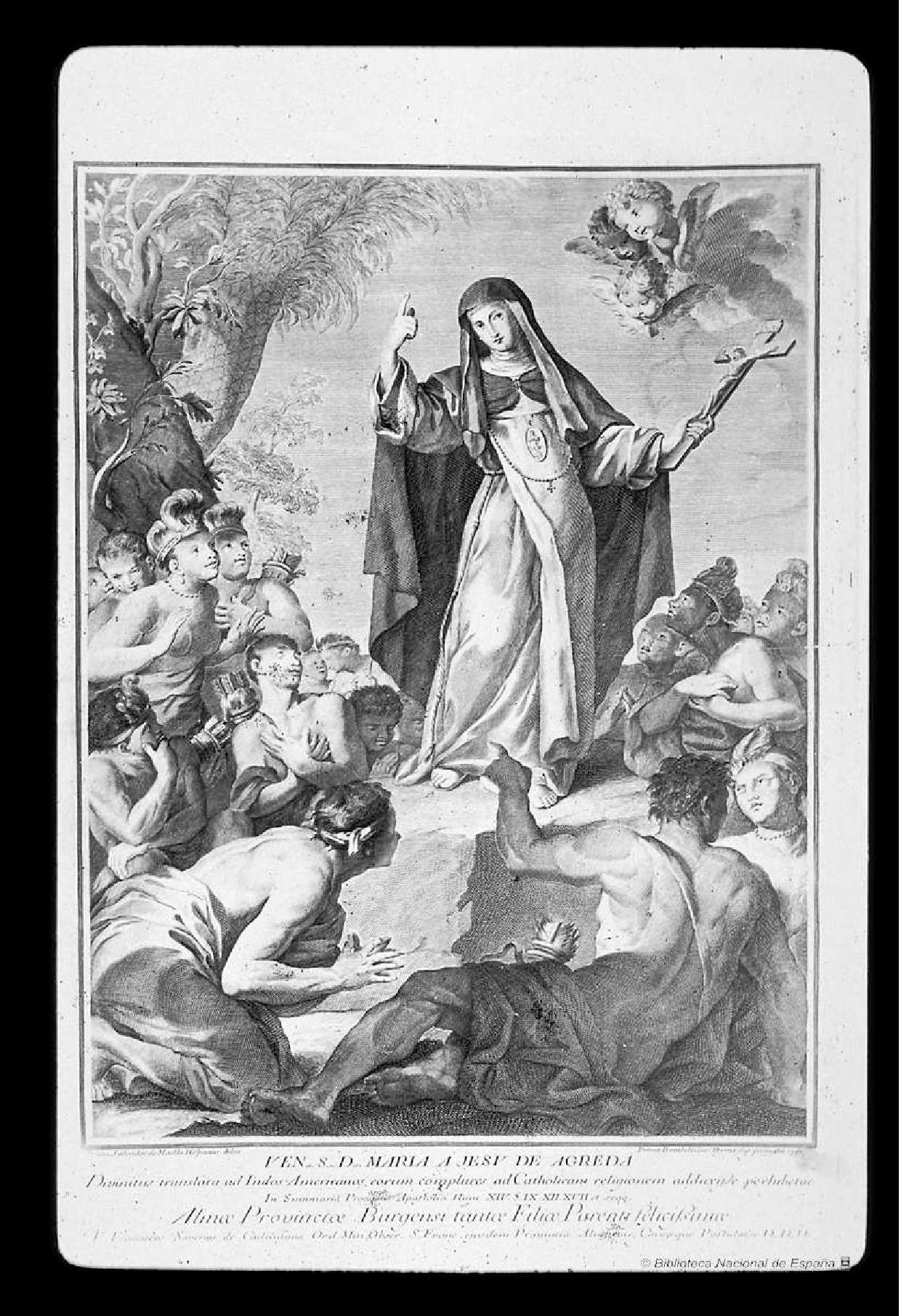
Retrato da Maria de Jesus na catequização dos indígenas na América

Durante esse fenômeno, Maria de Jesus atuava no trabalho de evangelização dos índios. Alguns biógrafos contam que depois de catequizados, ela pedia para que os indígenas se dirigissem aos franciscanos para assim serem batizados.
Um superior da Ordem Franciscana comunicou às autoridades religiosas que uma freira espanhola estava evangelizando os índios sem sair do convento em Ágreda, e que ela entendia os nativos assim como eles a entendiam também. As autoridades rapidamente quiseram especular o grandioso caso.
A primeira investigação ocorreu em abril de 1629 e vários religiosos confirmaram o batismo de índios que antes foram perfeitamente catequizados por Maria de Jesus. Em 1630, o padre franciscano F. Alonso Benavides, viajou até a Espanha para comunicar a Ordem Franciscana o evento que estava acontecendo. Benavides encontrou com o P. Bernardino de Sena, general da Ordem, que o contou que já tinha sido noticiado, por outros religiosos, dos acontecimentos.
No final de 1630, ordenaram Maria de Ágreda a relatar o caso ao padre Alonso Benavides, a abadessa confirmou firmemente que estava envolvida na catequização dos indígenas da América por meio da bilocação.
Em 1631, a Inquisição se interessou pelo caso da freira. Portanto, em 1635, inquisidores tomaram testemunhos de alguns religiosos sobre o assunto, o que os levou, em 1649, a interrogar Maria de Jesus, porém, não encontraram razões suficientes para abrirem um processo contra ela.

#### Sua obra: “Cidade mística de Deus”
Dentre todas as atividades que Maria de Jesus Ágreda desempenhou ao longo de sua vida, uma função de grande relevância foi a de escritora. Além das correspondências com Felipe IV, que permeou longo período da vida da abadessa, Maria de Jesus também escreveu a obra “Cidade Mística de Deus”

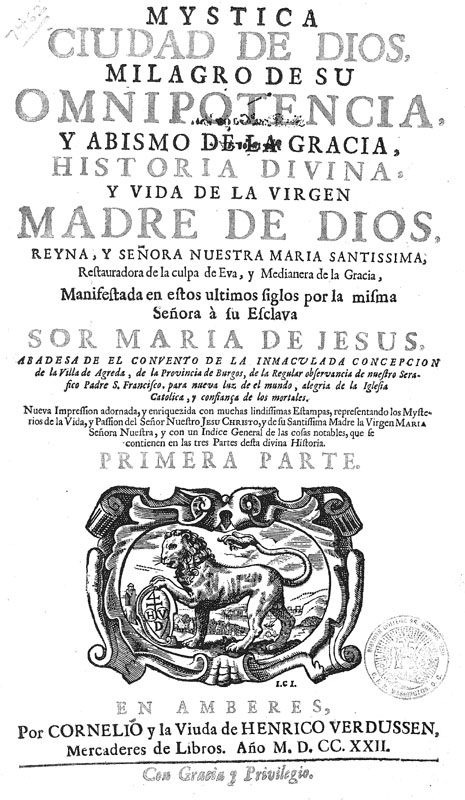
Imagem do livro Mística Cidade de Deus

O trabalho se trata de uma biografia da Virgem Maria, que segundo a freira, a própria Nossa Senhora revelava a ela os fatos a serem escritos. A obra está dividida em três partes na qual a primeira trata dos primeiros 15 anos de Maria, desde seu nascimento até o nascimento de Jesus. O segundo trata toda a vida de Cristo até sua morte e ressurreição. O terceiro é sobre o resto da vida da Virgem até sua morte e elevação aos céus.
Maria de Jesus escreveu “Cidade mística de Deus” a primeira vez entre 1637 e 1643. Em 1655, a freira começou a escrever a obra novamente após ter ocorrido um acidente com os escritos anteriores, terminando em 1660. Durante sua vida o livro não foi publicado, pois a abadessa queria evitar problemas com a Inquisição, após cinco anos de sua morte, em 1670, a primeira edição foi publicada em Madri.
O livro ocasionou grande impacto na sociedade do século XVII e XVIII. Em 1672, acusadores o denunciou para Inquisição, e assim se iniciou um debate entre teólogos da Europa, consequentemente, o trabalho teve grande popularização.

“Cidade mística de Deus” contribuiu muito para a fama e devoção de Maria de Jesus Ágreda diante ao mundo. Entre 1670 e 1965, a obra teve mais de 220 edições. O livro foi entregue à imprensa com a aprovação da Ordem Franciscana que também teve papel na sua divulgação. Edições de “Cidade mística de Deus” permearam a Europa e América.

“[...] Para vencer meus temores, não basta encontrar-me tão alto neste oceano de graça, tendo já escrito a primeira e segunda parte de sua vida santíssima. Nela mesma, como em imaculado espelho, conheci com maior luz e claridade, minha própria insuficiência e vileza. Quanto mais evidente se me apresenta o conhecimento do objeto desta divina História, veja-o mais impenetrável e menos compreensível para qualquer entendimento criado. [...]”  

## Barroco Hispânico
A venerável Maria de Jesus de Ágreda se tornou uma das figuras representativas do barroco espanhol do século XVII, conhecido como a " Época de ouro do Barroco" pela sua mais importante obra Mística Ciudad de Dios Sua obra, publicada após cinco anos de sua morte, alcançou numerosas edições, seus leitores exigiam a incorporação de um retrato da autora, pois, precisavam fisicamente do contato com o retrato da Venerável nas páginas do livro que tinham em mãos. O livro se tornou muito importante, e difundiu a imagem da monja para diferentes lugares da Espanha, Europa e América. O fenômeno de bilocação da monja, respaldou no campo das artes, aparecendo em muitas pinturas, retratando a Venerável Maria de Jesus catequizando os indígenas na América hispânica.
Sua vida e suas obras desencadearam uma grande admiração na população, durante sua vida e mesmo após a sua morte. Desse modo, encontram-se exemplares conservados de documentos, que retratam a vida e obra da monja em diversas bibliotecas e arquivos na Espanha.